# Subconscious Cruelty
Subconscious Cruelty è un film del 2000 diretto da Karim Hussain.
Pellicola indipendente prodotta in Canada da Mitch Davis. Le riprese sono iniziate nel febbraio del 1994 e terminate soltanto nel dicembre del 1999. Ha debuttato al Festival di Sitges il 12 ottobre 2000. Il film è stato proiettato in diversi altri festival, tra cui il Festival di Stoccolma e l'Amsterdam Fantastic Film Festival, prima di essere pubblicato in DVD il 18 aprile 2005.

## Trama
Il film è diviso in quattro parti, tutte basate su storie nichilistiche sulla vita e sulla morte.
Ovarian Eyeball: Una donna viene torturata senza alcuna ragione.
Human Larvae: Un uomo perverso tenta di distruggere l'intera creazione di Dio utilizzando la sorella.
Rebirth: Un gruppo di uomini e donne completamente nudi si accoppia con la natura che li circonda.
Right Brain/Martyrdom: Un normale uomo cristiano si masturba davanti ad un film porno. Successivamente si presentano sotto forma di sogno davanti a lui due uomini che lo trasformano in Gesù Cristo, facendolo poi torturare da tre donne.